# 森一久
森 一久（もり かずひさ、1926年1月17日 - 2010年2月3日）は元日本原子力産業会議副会長、ジャーナリスト。日本で原子力研究開発の推進に貢献した。中央公論の編集者をしながら、1955年から毎日新聞出版の『エコノミスト』に間弘明（はざまひろあき）の筆名で記事を書き、『自然』や岩波書店『世界』で匿名記事を書いた。
京都大学物理学科で素粒子論を専攻し湯川秀樹のもとで理論物理を学んだ。中央公論社に9年間記者として在籍し、東京12チャンネル（現テレビ東京）、電源開発を経て日本原子力産業会議に入社。同会議の設立にも関与しており、電源開発からの出向の形で事務方として同会議に入社し、後に専務理事を務め、1996年から2004年まで副会長を務めた。
経済産業省総合エネルギー調査会原子力部会委員、原子力委員会で専門委員、新型動力炉開発専門部会構成員、ウラン濃縮国産化専門部会構成員などを務めた。
広島市中区出身。広島の自宅で被爆した被爆者でもあり、原子爆弾投下により家族5人をなくした。妻と2人の息子を持った。

## 関連文献
- 藤原章生『湯川博士、原爆投下を知っていたのですか―“最後の弟子”森一久の被爆と原子力人生―』(新潮社 2015) ISBN 978-4103394310
- 荒川文生「日本における原子力発電技術の歴史-オーラルヒストリィ」2014年5月14日 電気学会電気技術史研究会 HEE-14-006